# 1616

سنة 1616 كانت سنة كبيسة تبدأ يوم الجمعة حسب التقويم الميلادي، وسنة كبيسة تبدأ يوم الإثنين حسب التقويم اليولياني.

## مواليد
- جون واليس
- ابن مسك السخاوي

## وفيات
- 23 أبريل:
  - ويليام شكسبير
  - ميغيل دي ثيربانتس
  - إنكا غارسيلاسو دي لا فيغا
- فرنسيس بومونت
- يونتين غياتسو